# Alexander Leopoldowitsch Chwylja
Alexander Leopoldowitsch Chwylja (russisch Александр Леопольдович Хвыля, geb.: Bressem russisch Брессем; * 2. Julijul. / 15. Juli 1905greg. in Alexandro-Schultino, Gouvernement Jekaterinoslaw, Russisches Kaiserreich, heute Rajon Kostjantyniwka, Ukraine; † 14. Oktober 1976 in Moskau) war ein sowjetischer Schauspieler.

## Leben und Leistungen

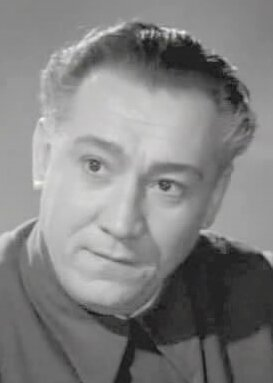
Chwylja in Oswoboschdjonnaja semlja (1946)

Chwylja wurde als Nachkomme schwedischer Einwanderer in der heutigen Ukraine geboren, er hatte vier Geschwister. Sein Vater, ein Maschinenbauingenieur, starb 1907, woraufhin die erwerbslose Mutter († 1943) mit den Kindern in wirtschaftliche Not verfiel.
Der junge Alexander besuchte die Pfarrschule und beendete diese mit Bestnoten. Sein weiterer Bildungsweg führte über die Eisenbahnerschule von Sinelnikowo, nach dem Abschluss im Jahr 1920 musste er aber aus finanziellen Gründen auf ein Studium verzichten und übte deshalb verschiedene Verwaltungs- und kaufmännische Berufe aus. Parallel dazu besuchte Chwylja bis 1922 die W. W. Worowski Schauspielschule und legte 1924 seine Prüfung beim Sankowezka-Theater in Lwiw ab. Dort trat er drei Jahre als Nebendarsteller auf, u. a. in Othello und Der Revisor.
Von 1927 bis 1941 hatte Chwylja ein Engagement beim Charkiwer Schewtschenko-Theater inne, bis der Deutsch-Sowjetische Krieg seine Laufbahn unterbrach. Zu den von ihm bedienten Stücken, in denen er nun oftmals Hauptrollen gab, zählten Oleksandr Kornijtschuks Zerstörung des Squadron und Platon Kretschet, Der Wald und Gewitter von Alexander Ostrowski, Dargomyschskis Der steinerne Gast, Nasar Stodolja von Schewtschenko sowie Bohdan Chmelnyzkyj.
Sein Filmdebüt gab Chwylja im Jahr 1932 in Иван (Iwan), er war aber erst seit den frühen 1940er Jahren regelmäßig vor der Kamera aktiv. Seine Filmografie umfasst 95 Werke. Für das Staatstheater der Filmdarsteller kehrte er 1946 außerdem wieder auf die Bühne zurück.
Nachdem er in den Kriegsjahren und unmittelbar danach v. a. in Filmen mit gesellschaftspolitischem Inhalt zu sehen war, z. B. in seiner „herausragenden Rolle“ in Konstantin Saslonow (russisch Константин Заслонов, 1949) oder in der Filmbiografie Gesprengte Fesseln (1951) über das Leben von Taras Schewtschenko, wurde Chwylja einem internationalen Publikum durch seine Auftritte in diversen Märchenfilmen Alexander Rous bekannt, wo er neben Georgi Milljar und Anatoli Kubazki zu den am häufigsten eingesetzten Darstellern gehörte. In Abenteuer im Zauberwald (1964) verkörperte Chwylja mit dem Väterchen Frost eine populäre Gestalt der slawischen Folklore, in Feuer, Wasser und Posaunen (1968) war er in einer Doppelrolle zu sehen.
Des Weiteren beteiligte sich Chwylja an Radiosendungen, fungierte als Parteisekretär und gehörte dem Künstlerischen Rat des Zentralstudios der Kinodarsteller an. Bei den Weihnachtsfeierlichkeiten im Kreml trat er über viele Jahre hinweg als Väterchen Frost auf.
Alexander Chwylja war mit Anna Timofejewna (1908–1988) verheiratet, die nach der Eheschließung seinen Familiennamen trug. 1937 wurde ihre Tochter Inessa geboren. Der populäre Schauspieler starb 71-jährig und wurde auf dem Kunzewoer Friedhof in Moskau beigesetzt.

## Preise und Auszeichnungen
Chwyla war Träger folgender Titel und Auszeichnungen:
- Ordens des Roten Sterns (14. April 1944) für Александр Пархоменко (Alexander Parchomenko, 1942)
- Verdienter Künstler der RSFSR (1945)
- Stalinpreis 3. Klasse (1950) für Konstantin Saslonow
- zweimal Orden des Roten Banners der Arbeit (6. März 1950 und 4. November 1967)
- Volkskünstler der RSFSR (1963)
- Ehrenzeichen der Sowjetunion (12. April 1974)

## Filmografie (Auswahl)
- 1939: Schtschors
- 1942: Alexander Parchomenko
- 1946: Der Schwur (Kljatwa)
- 1947: Frühling (Wesna)
- 1948: Es begann im blauen Expreß (Pojesd idjot na wostok)
- 1948: Freundschaft (Krasny galstuk)
- 1950: Kubankosaken (Kubanskije kasaki)
- 1951: Fern von Moskau (Daleko ot Moskwy)
- 1951: Gesprengte Fesseln (Taras Schewtschenko)
- 1952: Mainacht (Maiskaja notsch, ili utoplenija)
- 1953: Das Frühstück beim Anführer (Sawtrak u predwoditelja)
- 1955: Bewegte Jugend (Trewoschnaja molodost)
- 1957: Der Ringer und der Clown (Borez i kloun)
- 1958: Mit falschen Papieren (An der Theiss) (Nad Tissoi)
- 1960: Die verzauberte Marie (Marja-Iskusniza)
- 1961: Auferstehung (Woskresenije)
- 1961: Das Duell (Duel)
- 1961: Das purpurrote Segel (Alyje parusa)
- 1961: Die Nacht vor Weihnachten (Wetschera na chutore blis Dikanki)
- 1963: Die Königin der Tankstelle (Korolewa bensokolonki)
- 1963: Im Königreich der Zauberspiegel (Korolewstwo kriwych serkal)
- 1965: Abenteuer im Zauberwald (bzw. Väterchen Frost) (Morosko)
- 1968: Feuer, Wasser und Posaunen (Ogon, woda i … mednye truby)
- 1969: Brilliantowaja ruka
- 1969: Die Brüder Karamasow (Bratja Karamasowy)
- 1970: Die schöne Warwara (Warwara-Krasa, dlinnaja kosa)
- 1971: Die 12 Stühle (12 stulew)
- 1971: Liebeserklärung an G.T.
- 1973: Der Hirsch mit dem goldenen Geweih (Solotye roga)
- 1974: Bis zur letzten Minute (Do poslednei minuty)